# Chevrolet 1D
Der Chevrolet 1D ist die Seriennummer eines Automobils der Marke Chevrolet. Im Rahmen der Modellreihe Chevrolet Chevelle wurde es unter folgenden Bezeichnungen angeboten:
- 1972: Chevrolet Malibu
- 1973: Chevrolet Chevelle Malibu
- 1974–75: Chevrolet Chevelle Malibu Classic